# Lars Hierta (1718–1778)
Lars Hierta, född 3 januari 1718 på Moholm i Mo socken, Västergötland, död 16 april 1778 på Ymsjöholm, var en svensk friherre och militär.
Hierta blev korpral vid Smålands kavalleriregemente 1734, kvartermästare där 1736, volontär vid amiralitetet 1738, arklimästare där 1739 och livdrabant samma år. Han blev kornett vid Västgöta kavalleriregemente 1741, löjtnant där 1742, regementskvartermästare 1746 och ryttmästare 1747. Hierta blev major i armén 1758 och sekundmajor vid Västgöta kavalleriregemente samma år. Under Pommerska kriget utmärkte han sig genom sin tapperhet, särskilt vid Demmin, där han med sitt regemente angrep det preussiska arriärgardet, nedhögg en del och tog 182 meniga, 13 underofficerare och 5 officerare som fångar. Hierta blev premiärmajor vid Västgöta kavalleriregemente 1760, överstelöjtnant i armén 1761 och vid Västgöta kavalleriregemente 1762. Han blev 1768 överste och chef för Västgöta kavalleriregemente och var 1775 en kort tid chef för Smålands kavalleriregemente. Hierta blev 1771 friherre tillsammans med sin bror Carl och introducerades året därpå. År 1772 befordrades han till generalmajor. Hierta blev riddare av Svärdsorden 1755.
Lars Hierta var son till överste Lars Hierta och Emerentia Sparre. Han var gift med friherrinnan Catharina Sofia Rosenhane, som var dotter till generalmajoren Göran Gustaf Rosenhane.